# Radioimmunassay
Ein Radioimmunassay (RIA, engl.: Radioimmunoassay) ist eine Labormethode zur quantitativen Bestimmung kleinster Substanzmengen. Geringste Konzentrationen (teilweise pg/ml) von Hormonen, Enzymen, Tumorantigenen, Infektionsantigenen, Arzneimitteln und DNA können mit diesen radioimmunologischen Methoden zuverlässig und spezifisch bestimmt werden. Der RIA war das erste Immunassay-Verfahren, später folgte der IRMA. Zur radioaktiven Markierung wird aufgrund seiner günstigen Zerfallseigenschaften (γ-Strahler, HWZ 59,6 Tage) häufig das Iod-Isotop 125I angewendet. Aufgrund des höheren technischen Aufwands mit einem Isotopenlabor wird heute zunehmend alternativ der ELISA, sowie mehrere andere nichtradioaktive Methoden verwendet, wie FPIA, MEIA, ECLIA usw.  Diese funktionieren nach denselben Grundprinzipien wie RIA und IRMA.
Voraussetzung für RIA und IRMA ist die Verfügbarkeit von spezifischen Antikörpern gegen die zu bestimmenden Antigene. Diese Antikörper werden durch Immunisierung von Tieren gewonnen oder als monoklonale Antikörper aus Zellkulturen.

## Testvariante RIA
Das zu messende Antigen (d. h. die Probe) wird zusammen mit einer bekannten Menge an radioaktiv markiertem Antigen (der Tracer) mit dem spezifischen Antikörper zur Reaktion gebracht („inkubiert“). An den Antikörper binden kompetitiv das zu messende (natürliche) Antigen und das radioaktiv markierte (künstliche) Antigen, diese sind im Bindungsverhalten an den Antikörper gleich. Die Bindungsplätze sind mit der Konzentration des Antikörpers begrenzt, je mehr natürliches Antigen vorhanden ist, desto weniger radioaktives Antigen wird gebunden. Am Ende der Inkubationszeit wird nicht gebundenes Antigen weggespült und die gebundene Radioaktivität gemessen. Danach kann auf die gesuchte Antigenkonzentration in der Probe zurückgerechnet werden.

## Testvariante IRMA
Ein weiteres nuklearmedizinisches In-vitro-Testverfahren ist der immunradiometrische Assay (IRMA). Bei diesem Test ist nicht eine künstliche Version der gesuchten Substanz radioaktiv markiert (Tracer), sondern ein zweiter Antikörper, der gegen eine andere Bindungsstelle des Antigens gerichtet ist. Daher sind IRMAs nur möglich bei Antigenen, deren Moleküle groß genug sind, damit zwei Antikörper ohne gegenseitige Behinderung an das Antigen binden können.
Der Vorteil des IRMA liegt in der größeren Genauigkeit bei sehr niedrigen Konzentrationen der zu bestimmenden Substanz, ein Nachteil in falsch-niedrigen Ergebnissen bei sehr hohen Konzentrationen des Antigens („High-Dose-Hook-Effect)“.

## Die Entwickler der RIA-Methode
Die Methode des Radioimmunassays wurde durch Solomon Aaron Berson und Rosalyn Yalow erstmals 1959 mit der Bestimmung von Insulin in der Praxis erprobt. Yalow erhielt dafür im Jahre 1977 den Nobelpreis für Physiologie oder Medizin.